# Rivière Dumont (rivière Picanoc)
Pour les articles homonymes, voir Dumont.
La rivière Dumont est un affluent de la rivière Picanoc, coulant au nord de la rivière des Outaouais, dans la municipalité de Otter Lake, dans la municipalité régionale de comté (MRC) de Pontiac, dans la région administrative de la Outaouais, au Québec, au Canada.
Ce cours d’eau coule dans une petite vallée entièrement en zone forestière. La surface de la rivière Dumont est généralement gelée de la mi-décembre jusqu’à la fin mars. La foresterie constitue la principale activité économique de ce bassin versant.

## Géographie
La rivière Dumont prend sa source dans le canton de Huddersfield, dans la partie nord de la municipalité de Otter Lake, à l’embouchure d’un lac Dumont (altitude : 257 m). Ce lac chevauche les cantons de Normandie (dans le territoire non organisé du Lac-Nilgaut) et Huddersfield (dans la municipalité de Otter Lake).
Le lac Dumont comporte quelques grandes baies : baie Michaud, baie Tugman, baie à la Truite (au nord-ouest), baie du ruisseau Crotch (au nord-est) et baie Syd. Ce lac s’alimente surtout par la décharge du lac Clair (qui se déverse dans la baie à la Truite), le ruisseau Crotch (provenant du nord-est), la décharge des lacs Tubman, la décharge des lacs Lester et Triangle, la décharge du lac Syd et la décharge du lac Sheila. La baie à la Truite comporte neuf îles dont l’île de l’Orignal, l’île du Tilleul et l’île Simon. Tandis que l’île Hemlock est située face à la baie Tugmen.
La montagne Patten (altitude : 360 m) borde la rive sud de la baie Tugman.
L’embouchure du lac Dumont est située au nord-est du centre-ville de Fort-Coulonge, au nord de la confluence de la rivière Dumont et à l'ouest de la confluence de la rivière Picanoc.
À partir de l’embouchure du lac Dumont (située au sud-est du lac), la rivière du même nom coule sur environ 10 km, selon les segments suivants :
- vers le sud-est, jusqu’à la décharge du ruisseau Senach ;
- vers le sud, jusqu’au fond d’une baie du lac Ellen ;
- vers le nord-est, en traversant le lac Ellen (altitude : 237 m), jusqu’à son embouchure ;
- vers le sud-ouest, en serpentant jusqu’à la confluence de la rivière[2].

La rivière Dumont se déverse sur la rive est de la rivière Picanoc ; cette dernière coule à son tour vers le sud-est, puis vers le nord-est pour aller se déverser dans la rivière Gatineau, au sud de Gracefield. 

## Toponymie
Le toponyme rivière Dumont a été officialisé le 5 décembre 1968 à la Commission de toponymie du Québec.